# Lohne
Lohne (Oldenburg) är en stad i Landkreis Vechta i Niedersachsen, Tyskland. Staden ligger efter motorvägen A1. Omkring tio kilometer nordöst om Lohne ligger Vechta.